# Neutrina słoneczne

Cykl protonowy w modelu standardowym reakcji termojądrowych w Słońcu, na czerwono oznaczono powstające neutrina

Neutrina słoneczne (ang. Solar Neutrinos) – neutrina wytwarzane i emitowane przez Słońce. Neutrina te powstają w procesach termojądrowej syntezy jąder lekkich pierwiastków oraz w rozpadach β+, zachodzących w centrum Słońca.
Rozbieżność pomiędzy mierzoną liczbą neutrin docierających do Ziemi ze Słońca, a przewidywaną przez teoretyczny model wnętrza Słońca (SSM Standardowy Model Słońca) stanowi tzw. problem neutrin słonecznych. Obecnie szacuje się, że masa neutrin mieści się w zakresie od 0,7×10−37kg do 5,3×10−37kg, czyli jest ponad milion razy mniejsza od masy elektronu.

## Powstawanie neutrin we wnętrzu Słońca
We wnętrzu Słońca powstaje ogromna liczba neutrin, ponieważ w procesie fuzji jąder wodoru w hel występuje szereg etapów pośrednich, w tym rozpady beta. Na jeden cykl przemiany czterech jąder wodoru w jedno jądro helu (plus dwa neutrina i dwa pozytony) zostaje wyzwolona energia około 26 MeV.
{\displaystyle {}_{1}^{1}{\hbox{H}}+{}_{1}^{1}{\hbox{H}}\;\to \;_{1}^{2}{\hbox{H}}\;+\;{e^{+}}+\;\nu _{e}}
{\displaystyle {}_{5}^{8}{\hbox{B}}\;\to \;_{4}^{8}{\hbox{Be}}\;+\;{e^{+}}+\;\nu _{e}}